# Attentat de la voie rapide de Ferihegy
L'attentat de la voie rapide de Ferihegy (en hongrois : Ferihegyi gyorsforgalmi úti merénylet) est le nom donné à un attentat ayant eu lieu le 23 décembre 1991 sur la voie rapide menant à l'Aéroport international de Ferihegy, dans la banlieue de Budapest.
L'explosion visait des Juifs quittant l'URSS pour Israël, et blesse six personnes. La police hongroise identifie rapidement le véhicule des terroristes et l'appartement qu'ils louaient à Budapest, mais ils parviennent à fuir.
En 1999 à Vienne, deux membres de la Fraction armée rouge, Horst Ludwig Meyer et Andrea Klump, échangent des tirs avec la police ; Meyer est tué, et Klump arrêtée et extradée vers l'Allemagne sur la base de preuves de son implication dans l'attentat contre la discothèque de l'hôtel Rota à Cadix en Espagne en juin 1988. Des traces d'ADN trouvées dans l'appartement de Budapest sont identifiées comme celles de Klump. Celle-ci avoue avoir habité dans cet appartement avec Meyer mais nie toute participation active à l'attentat,.
En 2004, Andrea Klump est condamnée à Stuttgart à douze ans d'emprisonnement pour l'attentat de Budapest. Une troisième personne a participé à cet attentat mais n'a jamais été identifiée.